# Quatuor à cordes no 1 d'Ohana
Pour les articles homonymes, voir Quatuor à cordes no 1.
Le Premier Quatuor à cordes est un quatuor en cinq séquences de Maurice Ohana. Composé en 1963, l'ouvrage explore l'espace mélodico-harmonique en tiers de ton et marque l'attachement du compositeur à la musique vocale du Moyen Âge.

## Analyse de l'œuvre
1. Polyphonie
2. Monodie
3. Tympanum
4. Déchant
5. Hymne